# Партнёрство каждому ребёнку
Партнёрство каждому ребёнку — автономная некоммерческая организация, которая оказывает помощь детям и семьям в трудной жизненной ситуации с целью предотвращения разлучения детей с родителями, создаёт новые в России виды социальных услуг для детей и семей, ведёт работу по распространению передового российского и международного опыта по профилактике социального сиротства.
Видение организации: Мир, в котором каждый ребёнок живёт в безопасной и любящей семье, способной обеспечить его всем необходимым для жизни и развития.

## Общие сведения
Автономная некоммерческая организация «Партнерство каждому ребенку» работает с 2009 года. Организация продолжает деятельность благотворительной компании «Эвричайлд»  (Великобритания), которая с 1994 года по 2011 год реализовывала в Российской Федерации программы и проекты по защите прав детей на безопасное и надежное семейное окружение.
Одно из основных направлений деятельности организации «Партнёрство каждому ребёнку» - оказание помощи детям, находящимся под угрозой утраты родительского попечения или оказавшимся в интернатных учреждениях, детям с особыми потребностями, семьям с детьми, попавшим в трудную жизненную ситуацию. Работая в команде со специалистами по защите детей, специалистами по социальной работе, судьями, прокурорами, полицией, врачами, педагогами и другими специалистами в сфере социального обеспечения и защиты прав детей, удаётся преодолеть кризис и сохранить целостность семьи, оказать профессиональную и своевременную помощь в интересах ребёнка.
Наряду с этим, организация «Партнёрство каждому ребёнку» стремится достичь устойчивых изменений в сфере социального обеспечения и защиты прав детей. Совместно с партнёрами, единомышленниками, российскими и международными экспертами в области защиты прав детей организацией ведётся работа, направленная на совершенствование системы социальной помощи семьям и детям в России. Разрабатываются инструменты и модели социальных услуг, организуется обмен профессиональным опытом, проводятся курсы повышения профессиональной квалификации  для специалистов системы социального обеспечения и защиты прав детей по разработанным организацией образовательным программам .
«Партнёрство каждому ребёнку» финансируется на средства, полученные от грантов, частных и корпоративных пожертвований.

## Целевые группы
- дети, оставшиеся без попечения родителей или находящимися под угрозой утраты их попечения;

- родители этих детей;

- специалисты по социальной работе, специалисты по защите ребёнка и другие специалисты, работающие в системе социального обеспечения и защиты прав детей;

- люди, принимающие решения о будущем отдельных детей, о местной, региональной и федеральной политике, а также о финансировании социального обеспечения и защиты прав детей.

## Проекты организации
- «Передышка» (с 2007 года)[1][2][3][4][5].
- «Служба кризисного вмешательства».
- «Действуем вместе в интересах детей»[6].
- «Право быть услышанным»[7].
- Региональные проекты «В интересах детей»[8][9].